# Бобслей
Бобслей е зимен спорт, провеждан в заледен улей със специални шейни (които носят същото име) за двама или четирима състезатели.

## История
Според легендата бобслеят като спорт се появява през 1888 година в Санкт Мориц, Швейцария, където английски турист съединява две ски, за да се спусне по снежен хълм. 
Първият клуб по бобслей е създаден през 1897 година в Санкт Мориц, Швейцария. Първата писта е създадена там през 1903 година. В годините до 1914 състезания по бобслей се провеждат на естествени улеи из Европа. Трасета се появяват в Швейцария, Австрия, Румъния и Германия. Сред любителите на спорта са много европейски благородници. 
Първите състезателни шейни са с дървени ски, които скоро са заменени с метални. 
Международната федерация по бобслей и тобоган (на френски: Fédération internationale de bobsleigh et de tobogganing (FIBT)) е създадена през 1923 година. През следващата година състезание по бобслей е част от програмата на първите зимни олимпийски игри в Шамони, Франция. Там се провежда състезание с четириместен бобслей. През 1928 г. еднократно е заместен с петместен.  На зимните олимпийски игри в Лейк Пласид, САЩ, през 1932 към програмата е добавено състезание с двуместен бобслей. 
В годините до 1950-те бобслеят се оформя като спорт. Установяването на важността на старта води до привличане на силни и бързи спортисти от други спортове към бобслея. През 1952 година, след като германците Андреас Остлер и Лоренц Нийберл печелят двойката боб на олимпийските игри в Осло с помощта на общото им тегло от над 225 kg, е въведено правило за максималната тежест на шейната. 
Олимпийските игри в Скуо Вали през 1960 година са единствените, на които не се провеждат състезания по бобслей. 
До започването на състезанията за Световната купа по бобслей в средата на 1980-те успехите в бобслея се определят единствено от резултатите на олимпийските игри, световните и европейските първенства. 
Бобслеят е доминиран от британците в първите години от развитието си. От 1928 до 1956 година доминират спортисти от САЩ, а оттогава европейските алпийски нации поемат първенството. Най-успешните нации до началото на 21 век са Швейцария и Германия. Швейцарците са спечелили повече медали от олимпийски игри, световни и европейски първенства от всяка друга държава. ГДР се превръщат във фактор в спорта в средата на 1970-те. След Обединението на Германия през 1990 година германските състезателите по бобслей продължават да са сред най-силните в спорта. Италиански състезатели доминират спорта от средата на 1950 до края на 1960-те. Австрия също има успехи. В състезанията за Световната купа най-много медали имат германски и швейцарски отбори. 
В началото на 1990-те години се провеждат първите състезания по бобслей за жени. Бобслеят за жени е включен в олимпийската програма на Игрите в Солт Лейк Сити през 2002 година. 
В края на 20-и и началото на 21 век бобслеят е популярен спорт и в Ямайка, Япония, Австралия и Нова Зеландия. 

## Писта и правила
В началото пистата е права, но постепенно преминава в леден улей с повдигнати краища на завоите. Шейната, предназначена за четирима състезатели, тежи 630 кг, а тази за двама състезатели – 385 кг. Всяка шейна има четири стоманени кънки, предните две от които се управляват с кормило. Времената за спускане се измерват до хилядна част от секундата.